# FDP-Bundesparteitag 2012
Koordinaten: 48° 58′ 45,6″ N, 8° 19′ 37,8″ O

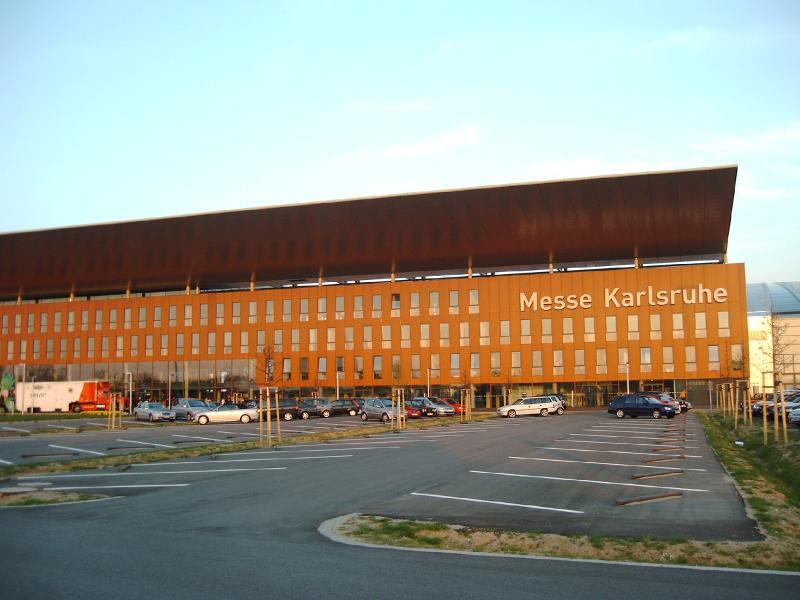
Neue Messe Karlsruhe

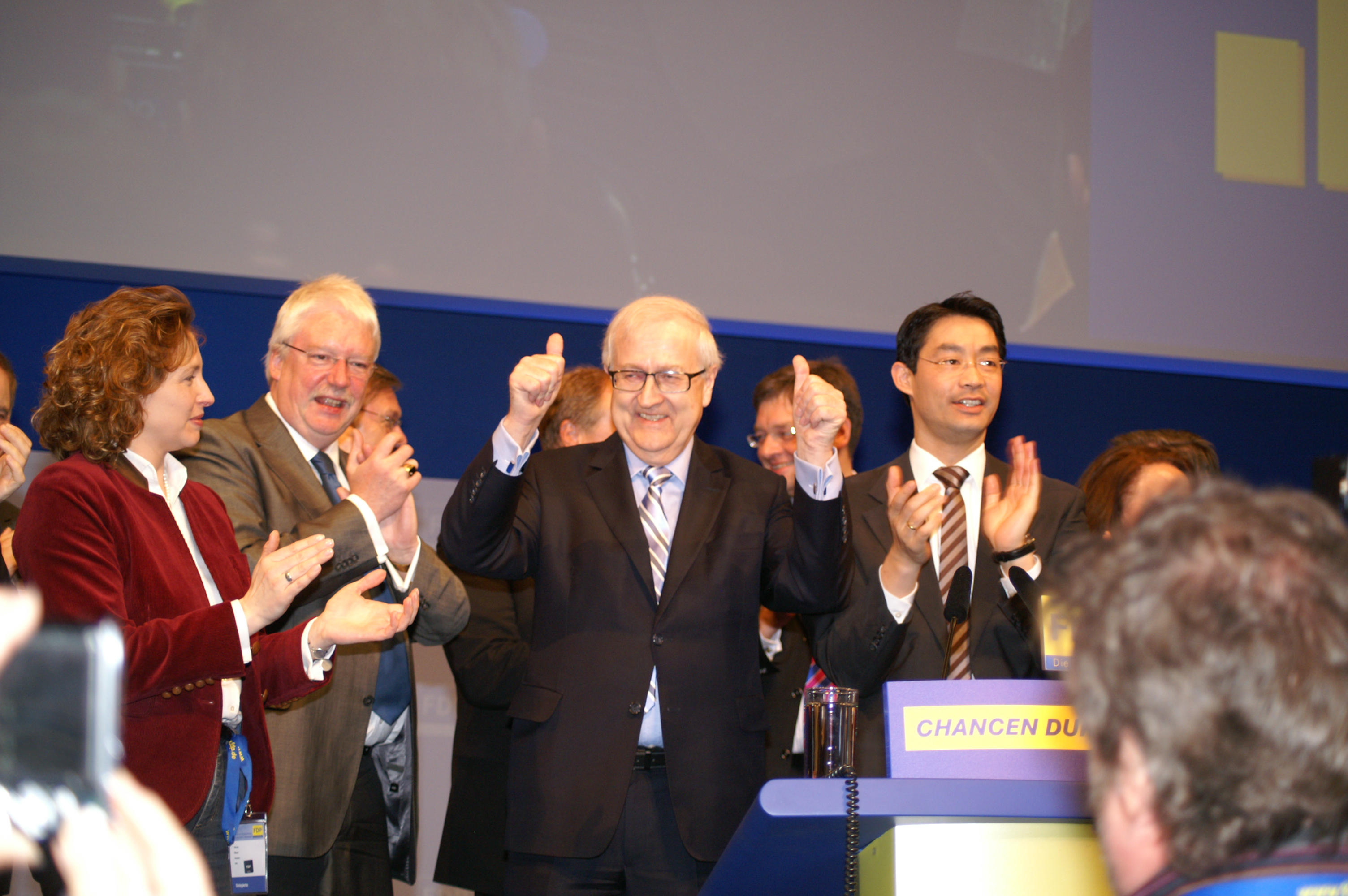
Bundesparteitag 2012 in Karlsruhe

Den Bundesparteitag der FDP 2012 hielt die FDP vom 20. bis 22. April 2012 in Rheinstetten bei Karlsruhe ab. Es handelte sich um den 63. ordentlichen Bundesparteitag der FDP in der Bundesrepublik Deutschland.

## Verlauf und Beschlüsse
Auf dem Parteitag wurden nach zweijähriger Debatte und umfangreicher Mitgliederbeteiligung die „Karlsruher Freiheitsthesen“, das neue Grundsatzprogramm der FDP, beschlossen. Der Fraktionsvorsitzende Rainer Brüderle hielt eine Grundsatzrede. Patrick Döring wurde zum Generalsekretär gewählt – er hatte dieses Amt seit dem Rücktritt von Christian Lindner im Dezember 2011 bereits kommissarisch ausgeübt. Otto Fricke wurde zum neuen Schatzmeister gewählt.